# Gajówka (okres Prudník)
Gajówka (německy Försterei, slezsky Gajůwka) je část vesnice Rudziczka v jižním Polsku, v Opolském vojvodství, v okrese Prudník, ve gmině Prudník. Historicky leží v Horním Slezsku, v Prudnickém kraji. 
V letech 1975–1998 patřila obec administrativně k Opolskému vojvodství.
Do 1. ledna 2006 se obec jmenovala Rudziczka a byla hájovnou. Podle nařízení ze dne 27. prosince 2005 byla obec od 1. ledna 2006 přejmenována na Gajówku a stala se součástí obce Rudziczka.

## Geografie
Ves leží v Opavské pahorkatině. Protéká jí potok Meszna.